# Nikujaga
Nikujaga ( kød-kartofler) er en japansk ret. Den består af kartofler, gulerødder, svine- eller oksekød, løg, sukker og sojasovs. Jaga er kort for jagaimo, der betyder kartofler.
Nikujaga blev opfundet af kokke i den kejserlige japanske flåde i slutningen af det 19. århundrede. En historie går på, at flådeadmiralen Tougou Heihachirou beordrede flådens kokke til at lave en udgave af den bøfstuvning, der blev serveret i den britiske Royal Navy. Den historie er dog skabt som en del af en kampagne for Maizuru, Kyoto, der husede en kejserlig japansk flådebase, hvor Tougou var stationeret, som fødestedet for nikujaga. Myndighederne i Kure, Hiroshima, svarede i 1998 igen med en konkurrerende påstand om, at Tougou beordrede retten, men han var leder af flådebasen der.